# Eleccions a governador de Tòquio de 2007
Les eleccions a Governador de Tòquio de 2007 es van celebrar el 8 d'abril de 2007. En aquestes eleccions es triaria al Governador de Tòquio.
El ja governador Shintaro Ishihara que anava dins d'una coalició dretana amb el suport principal del PLD i els demobudistes va guanyar les eleccions amb vora un 50 percent dels vots.

## Antecedents

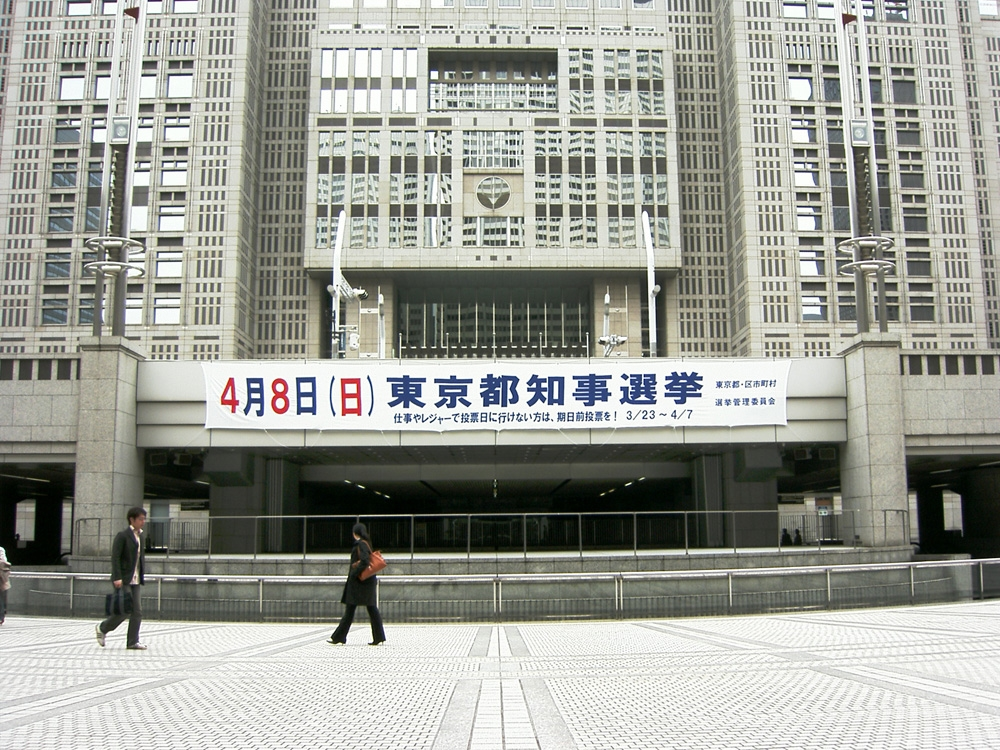
Anunci de les eleccions a l'Edifici del Govern Metropolità de Tòquio.

El ja governador Ishihara es presentava a la reelecció per una tercera vegada, esta volta amb el suport total del PLD i dels demobudistes del Komeito. Per la banda del centre-esquerra (PD i PSD) es va presentar com a candidat Shirō Asano, professor d'universitat i antic Governador de Miyagi de 1993 a 2001. Els comunistes van presentar a Manzō Yoshida, el qual havia estat fins a l'any 1999 alcalde d'Adachi i qui, com era previssible va restar tercer en la contesa. El prestigiós i anciá arquitecte Kisho Kurokawa va ser l'únic candidat que es presentà sota el paraigües d'un partit polític, en aquest cas, del Nou Partit de la Simbiosi (NPS), restant quart a prou distància dels primers. L'activista Kōichi Toyama també es presentà, obtenint uns pobres resultats.

## Dades

### Personalitats anunciadores
La comissió electoral va triar a les següents personalitats per anunciar les eleccions:
- Hikaru Ijūin (Presentador)
- Yuu Kashii (Actriu)

## Candidatures
| Candidat i partit polític                      | Candidat i partit polític | Candidat i partit polític | Eslògan de campanya | Detalls |
| ---------------------------------------------- | ------------------------- | ------------------------- | ------------------- | --- |
| Setsuo Yamaguchi Independent                   | Asano                     |                           |                     | Nou candidat. Tassador de bens inmobles. 57 anys.                                                                                       |
| Manzō Yoshida Independent                      | Asano                     |                           |                     | Nou candidat. Proper al Partit Comunista del Japó. Odontòleg, alcalde d'Adachi (1996-1999). 59 anys.                                    |
| Kōichi Toyama Independent                      | Toyama                    |                           |                     | Nou candidat. Activista polític, escriptor i music de carrer. 36 anys.                                                                  |
| Shintaro Ishihara Independent                  | Ishihara                  |                           |                     | Candidat antic. Escriptor, polític, Governador de Tòquio i intelectual. Es presentà amb el suport del PLD i Kōmeitō. 74 anys.           |
| Shirō Asano Independent                        | Asano                     |                           |                     | Nou candidat. Professor de la Universitat de Keiō i governador de Miyagi (1993-2001). Candidat amb el suport del PD i del PSD. 59 anys. |
| Kisho Kurokawa Nou Partit de la Simbiosi (NPS) | Kurokawa                  |                           |                     | Nou candidat. Arquitecte. 73 anys. |
| Yoshiro Nakamatsu Independent                  | Dr. Nakamatsu             |                           |                     | Nou candidat. Inventor internacional. 78 anys.                                                                                          |
| Mitsuru Takahashi Independent                  | Kurokawa                  |                           |                     | Nou candidat. Conductor de taxi. 61 anys.                                                                                               |
| Suusoku Sasaki Independent                     | Kurokawa                  |                           |                     | Nou candidat. Escriptor administratiu, assistent del Departament de Policía d'Osaka. 64 anys.                                           |
| Kinzō Sakura Independent                       | Kurokawa                  |                           |                     | Nou candidat. Personatge televisiu, artista. 50 anys.                                                                                   |
| Ryūhō Takashima Independent                    | Kurokawa                  |                           |                     | Nou candidat. Educador. 71 anys. |
| Kumiko Uchikawa Independent                    | Kurokawa                  |                           |                     | Nou candidat. Investigadora del Feng Shui. 49 anys.                                                                                     |
| Kōichirō Mariko Independent                    | Kurokawa                  |                           |                     | Nou candidat. Empleat de Seguretat Nomura. 33 anys.                                                                                     |
| Osamu Ogami Independent                        | Kurokawa                  |                           |                     | Nou candidat. Escriptor, Membre d'Ōtani-ha. 65 anys.                                                                                    |

## Resultats
| Partit                        | Candidat                      | Vots      | %     |
| ----------------------------- | ----------------------------- | --------- | ----- |
| Independent                   | Shintaro Ishihara             | 2.811.486 | 50,52 |
| Independent                   | Shirō Asano                   | 1.693.323 | 30,43 |
| Independent                   | Manzō Yoshida                 | 629.549   | 11,31 |
| Nou Partit de la Simbiosi     | Kisho Kurokawa                | 159.126   | 2,86  |
| Independent                   | Yoshiro Nakamatsu             | 85.946    | 1,54  |
| Independent                   | Shigeki Satō                  | 69.526    | 1,25  |
| Independent                   | Kumiko Uchikawa               | 21.626    | 0,39  |
| Independent                   | Kōichi Toyama                 | 15.059    | 0,27  |
| Independent                   | Mitsuru Takahashi             | 5.558     | 0,10  |
| Independent                   | Osamu Ogami                   | 4.020     | 0,07  |
| Independent                   | Setsuo Yamaguchi              | 3.589     | 0,06  |
| Independent                   | Ryūhō Takashima               | 3.240     | 0,06  |
| Independent                   | Sutoku Sasaki                 | 2.845     | 0,05  |
| Independent                   | Kōichirō Mariko               | 1.373     | 0,02  |
| Total (participació: 54,35 %) | Total (participació: 54,35 %) | 5.565.127 |       |